# Chloromyxum dogieli
Chloromyxum dogieli is een microscopische parasiet uit de familie Chloromyxidae. Chloromyxum dogieli werd in 1988 beschreven door Kovaljova. 